# Biserica Pogorârea Sfântului Duh din Gârla Mare
Biserica Pogorârea Sfântului Duh este un monument istoric aflat pe teritoriul satului Gârla Mare; comuna Gârla Mare.

## Istoric și trăsături
Biserica este clădită pe temelia altei biserici mai vechi, din acest motiv poartă două hramuri: Pogorârea Sfântului Duh și Sfânta Troiță (Treime), unul fiind hramul celei vechi.
Pisania din tinda bisericii: „Această biserică dumnezeiască și întrutotul cinstită a mântuitorului Christos ce se preznuește hramul Sf Troiță si Adormirea Precestei și s-a făcut cu cheltuiala Dumneaei Cucoanei Clucereasa Ruxandra Otitelișanca prin osârdia Dumnealui postelnicul Nicolae Scafes, în zilele prea înălțatului Domn Alexandru Dimitrie Ghica Voevod cu blagoslovenia prea sfinției sale Neofit, episcopul Râmnicului și s-a început din temelie la leat 1836 și s-a sfârșit la leat 1838 după cum se vede …”
Biserica este construită în formă de navă, din cărămidă arsă, cu mortar de var, acoperită cu țiglă. În partea din față are o tindă, deasupra căreia se înălța o turlă pătrată, acoperită cu tablă, care datorită uzurii s –a prăbușit, renunțându-se la ea. Biserica este împărțită în pronaos, naos și altar. Zidul despărțitor dintre pronaos și naos este  construit din cărămidă, gros de 0.80m și străpuns de o parte și alta a intrării din mijloc de două ferestre.
Pereții sunt drepți, iar bolțile simple, ușor arcuite. Catapeteasma este executată din cărămidă, zidită până sus și pictată conform iconografiei ortodoxe. În pronaos sunt zugrăviți ctitorii: Crucerul Șerban Otitelișanu, Doamna Crucereasca Ruxandra Otitelișanca și familia acestora.